# Verbascum laxum
Verbascum laxum är en flenörtsväxtart som beskrevs av Filarszky och Javorka. Verbascum laxum ingår i släktet kungsljus, och familjen flenörtsväxter. Inga underarter finns listade i Catalogue of Life.